# Palacio de los Condes de Maceda
El Palacio de los Condes de Maceda, o Casa del Barón, (Pazo dos Condes de Maceda en gallego) es un pazo de origen renacentista que data del siglo XVI en la ciudad española de Pontevedra. Actualmente, es un hotel de 4 estrellas perteneciente a la Red de Paradores Nacionales de Turismo de España, con el nombre de Parador de Pontevedra. 

## Ubicación
Está localizado en la calle del Barón, en el corazón del centro histórico de Pontevedra, muy cerca del puente medieval del Burgo. 

## Historia
El edificio tiene su origen en una villa romana. El siglo XVI, el edificio fue transformado en un pazo renacentista. En el siglo XVIII el edificio fue completamente reformado por el arquitecto Pedro de Monteagudo por encargo del IV Conde de Maceda y se convirtió en la propiedad de los ilustres condes de Maceda. Más tarde, la propiedad fue transferida al marqués de Figueroa y Atalaya (X Conde de Maceda), que la llenó de antigüedades. 
En el siglo XIX, el palacio pasó por un periodo de declive, y sus cuartos deshabitados sirvieron como depósito de sal marina. El edificio fue incluso sede de una logia masónica. El V Barón de Casa Goda, Eduardo Cea Naharro, puso fin a esa decadencia, recuperando sus bienes y restaurando una gran parte de su antiguo esplendor, lo que propició que en el siglo XX el Parador de Turismo de Pontevedra se denominase Casa del Barón. Más tarde, fue transformado en un edificio de viviendas para familias. En 1880 Enrique García y Manuel Martínez crearon e instalaron en el edificio la primera Escuela Froebel, que contaba con una sección para niños pobres subvencionada por el ayuntamiento de Pontevedra. 
En el siglo XX, el primer piso del palacio se convirtió en la sede de la escuela Graduada Álvarez Limeses y el segundo piso sirvió de casa particular, siendo la residencia de la familia de los directores de dicha escuela hasta 1950, cuando el ayuntamiento de Pontevedra se convirtió en el propietario del inmueble.
El edificio fue cedido por el ayuntamiento de Pontevedra al Ministerio de Turismo que lo reformó para albergar un hotel de lujo administrado por el Estado español, convirtiéndose en enero de 1955 en el primer Parador Nacional de Turismo en Galicia. El arquitecto que llevó a cabo las obras para adaptarlo a Parador de Turismo fue Manuel Sainz de Vicuña, que respetó el edificio histórico. En la planta baja se acondicionaron los salones, el comedor y la cocina, en el primer piso un salón y trece habitaciones y en el segundo piso catorce habitaciones. La antigua huerta del pazo fue modificada y convertida en un jardín de dos niveles conforme con la arquitectura popular gallega.
En 1974 el hotel fue objeto de su primera ampliación. En 2002 se llevó a cabo una importante mejora por valor de 2,34 millones de euros y en 2023 se realizó otra reforma por valor de 1,7 millones de euros.

## Descripción

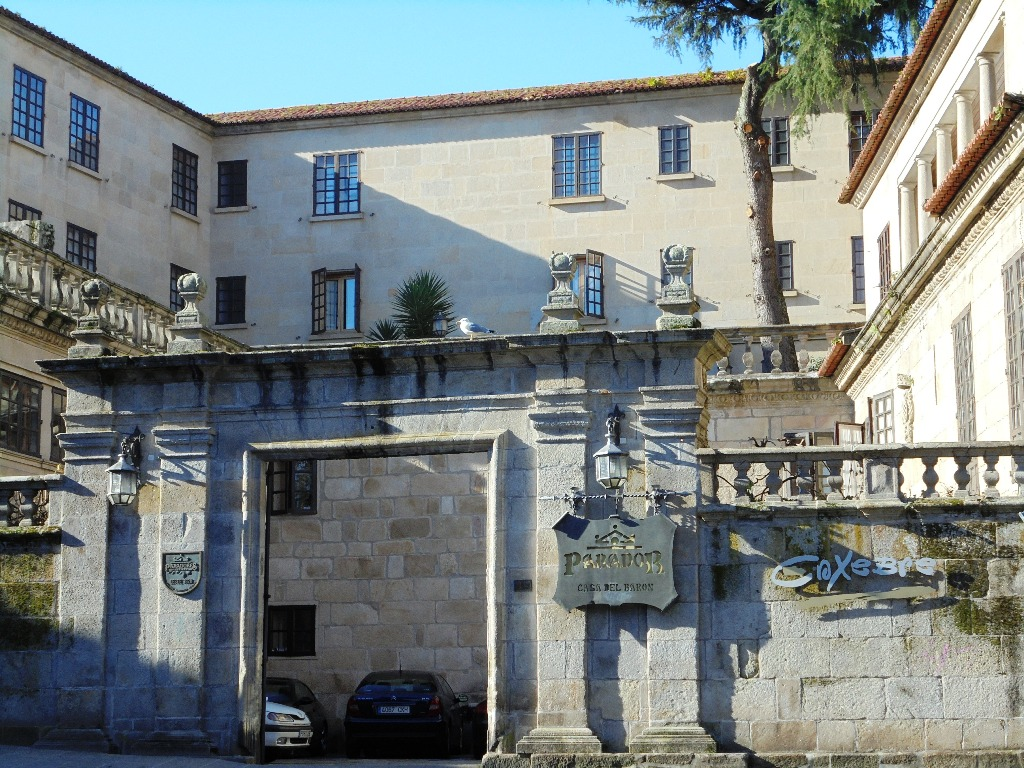
Pórtico

El pazo destaca por sus imponentes dimensiones y su señorial ornamentación.
En el exterior existe un pórtico neoclásico en la entrada del edificio. La fachada del edificio, cubierta con un friso de formas ovales, está decorada con escudos de armas y está realzada por una columnata de cuatro columnas de granito. El escudo de armas de la fachada es del siglo XVI. El palacio posee una torre con almenas, añadida en el siglo XVIII, y una terraza de piedra. El palacio dispone además de un patio principal (originalmente proyectado para caballos) y un jardín, así como un patio interior.
En el interior, hay una majestuosa escalera de piedra con proporciones palaciegas (que perteneció inicialmente a un patio de armas antes de construir el vestíbulo) recubierta por una alfombra de la Real Fábrica de Tapices de Madrid, una chimenea de piedra gallega y otros elementos barrocos. Existen numerosos salones. El edificio está decorado con valiosas antigüedades y mobiliario clásico. Los tapices, pinturas de época y muebles reales son abundantes. En la sala contigua a la actual recepción se encuentra un biombo que representa un mapa del Reino de Galicia del siglo XIX. El palacio dispone de una escalera de caracol que comunica el sótano con el último piso que utilizaban los sirvientes.

## Cultura
El Parador Casa del Barón de Pontevedra, un hotel de lujo con 47 habitaciones, es uno de los cuatro Paradores más solicitados de Galicia. En 2019, su tasa media de ocupación anual fue del 72,75%, sólo por detrás del parador de Santiago de Compostela, el hospital de los Reyes Católicos.
El príncipe de Asturias, hoy rey Felipe VI, acostumbraba a pasar la noche en la habitación 101 del parador durante su estancia en la Escuela Naval Militar de Marín (Pontevedra). Sus padres, los actuales reyes eméritos Juan Carlos I y Sofía de Grecia, solían usar respectivamente las 105 y 106.

## Galería de imágenes

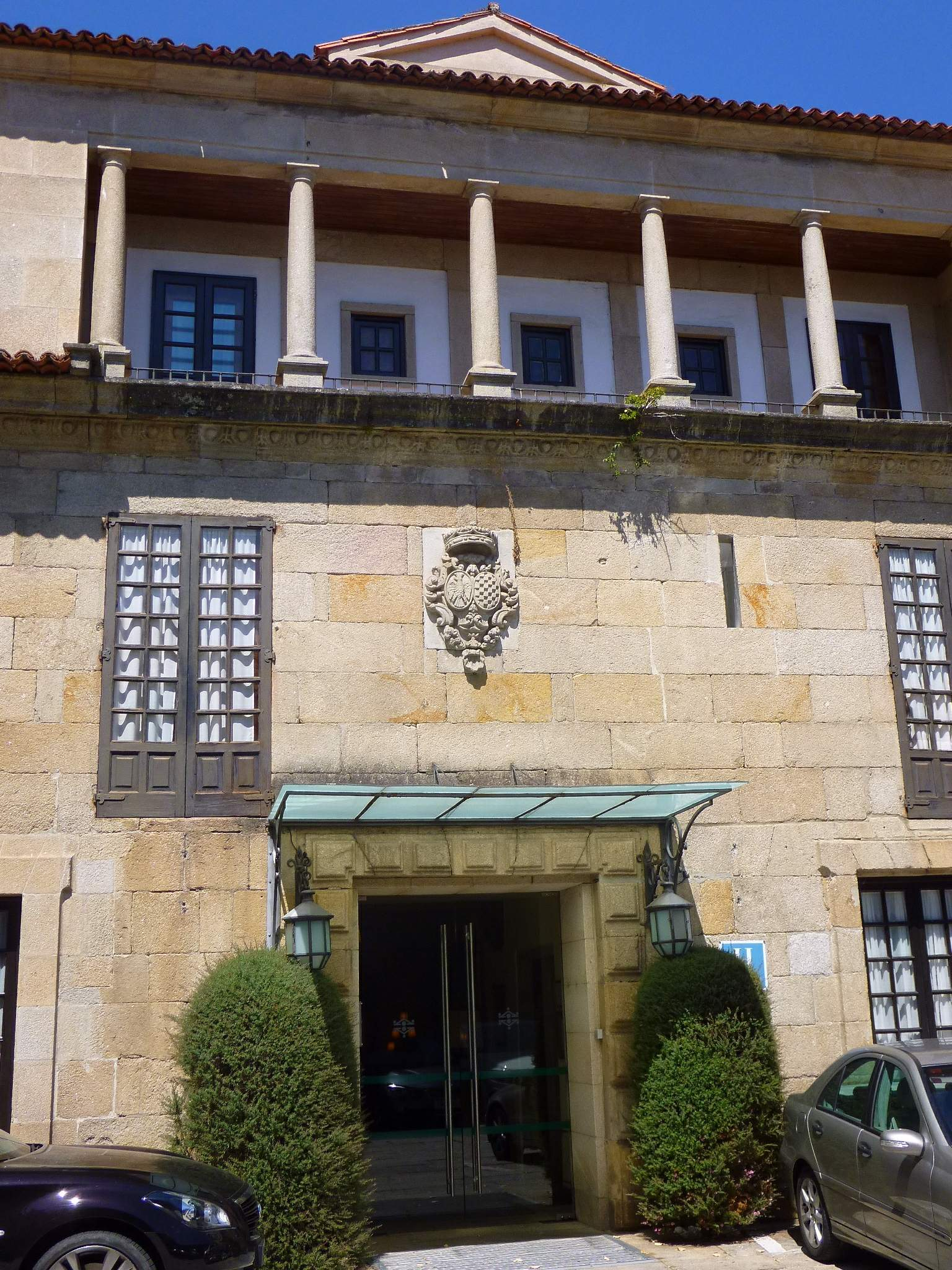
Fachada
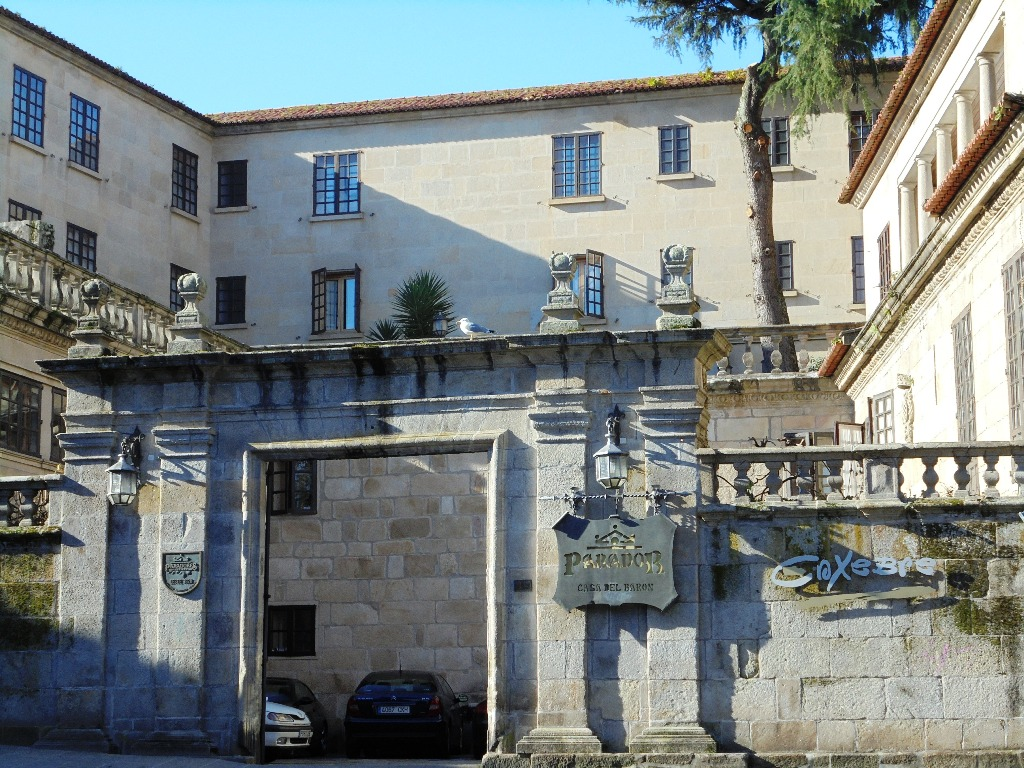
Pórtico
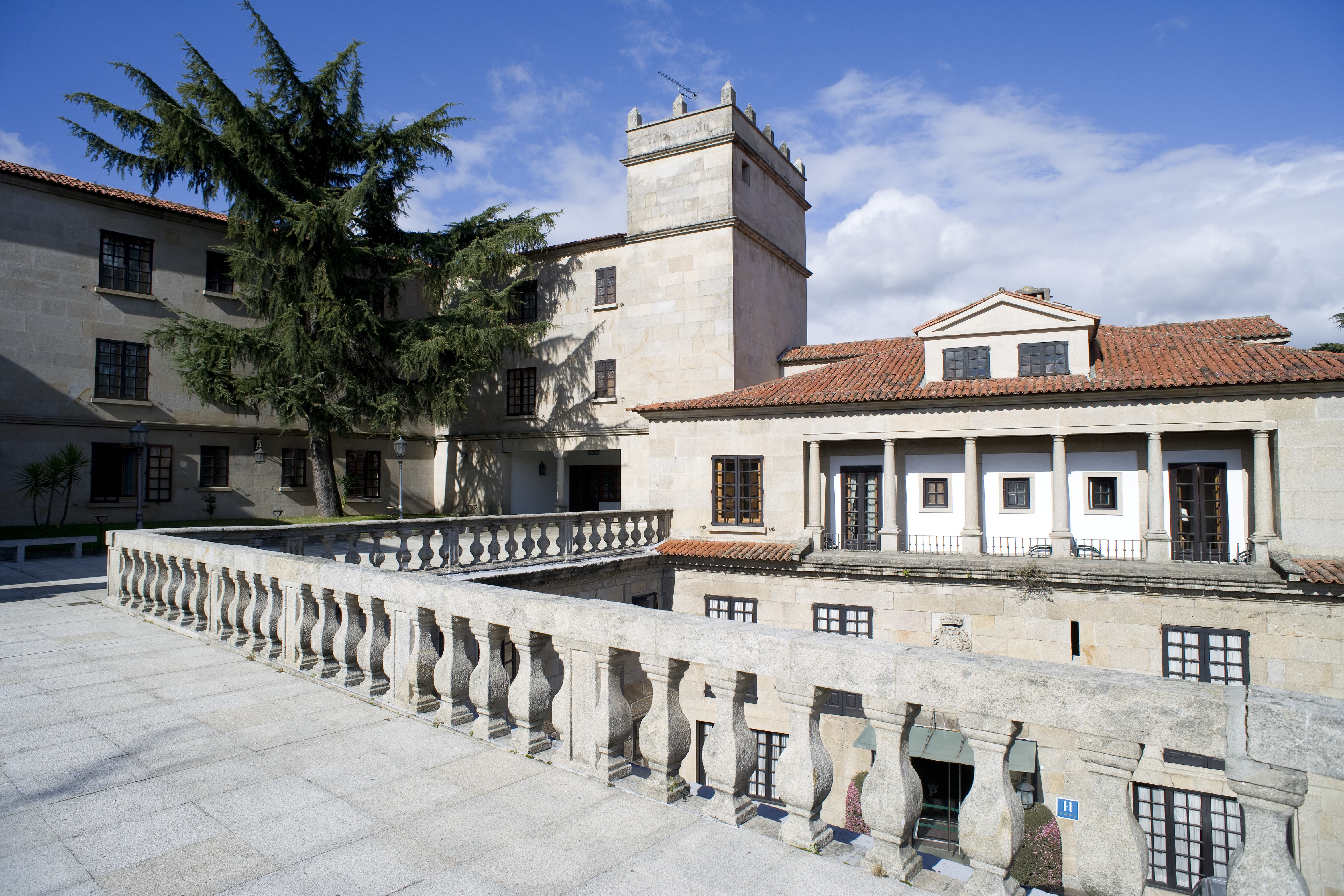
Fachada principal y terraza de piedra del edificio
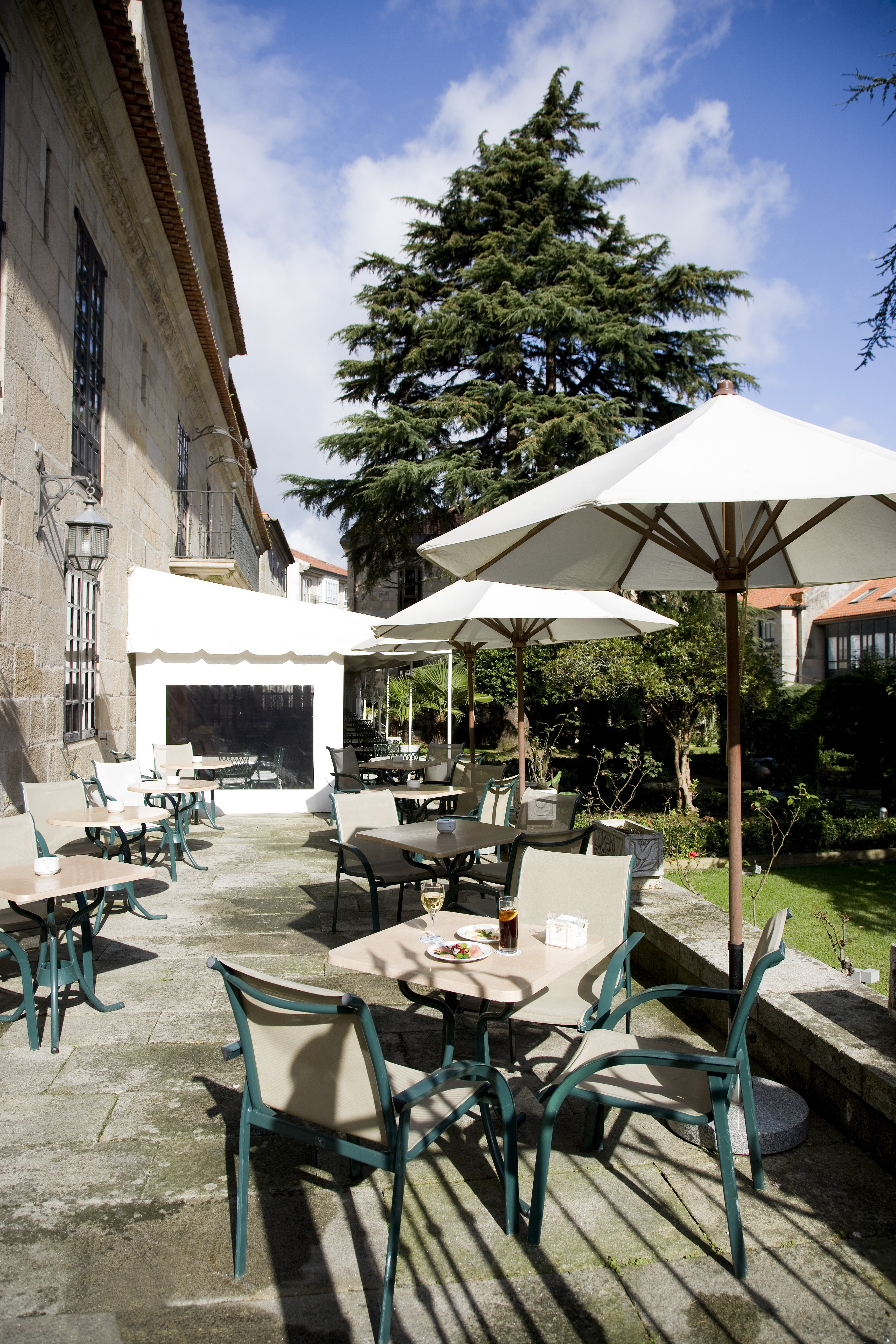
Vista parcial de los jardines
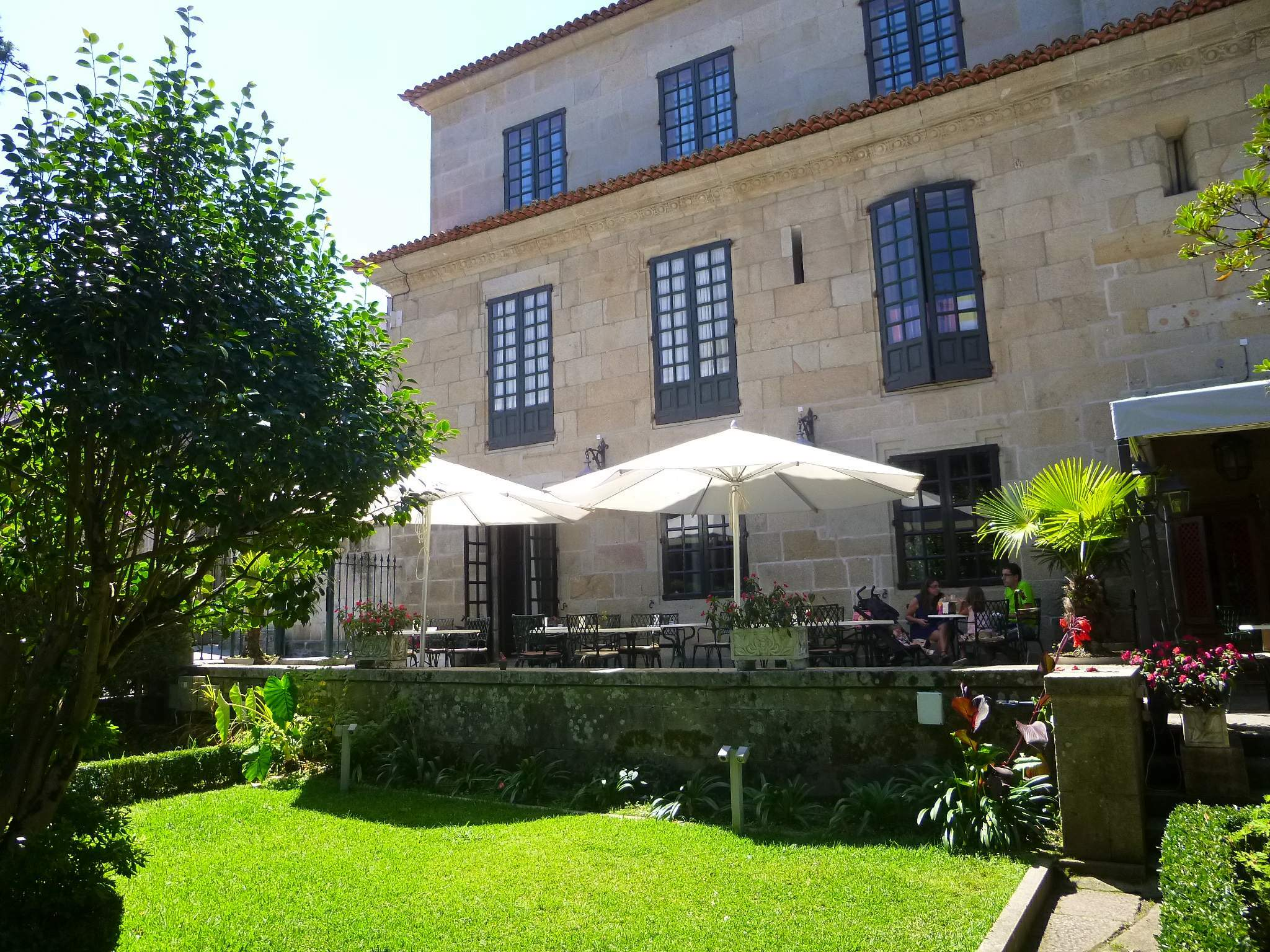
Jardín
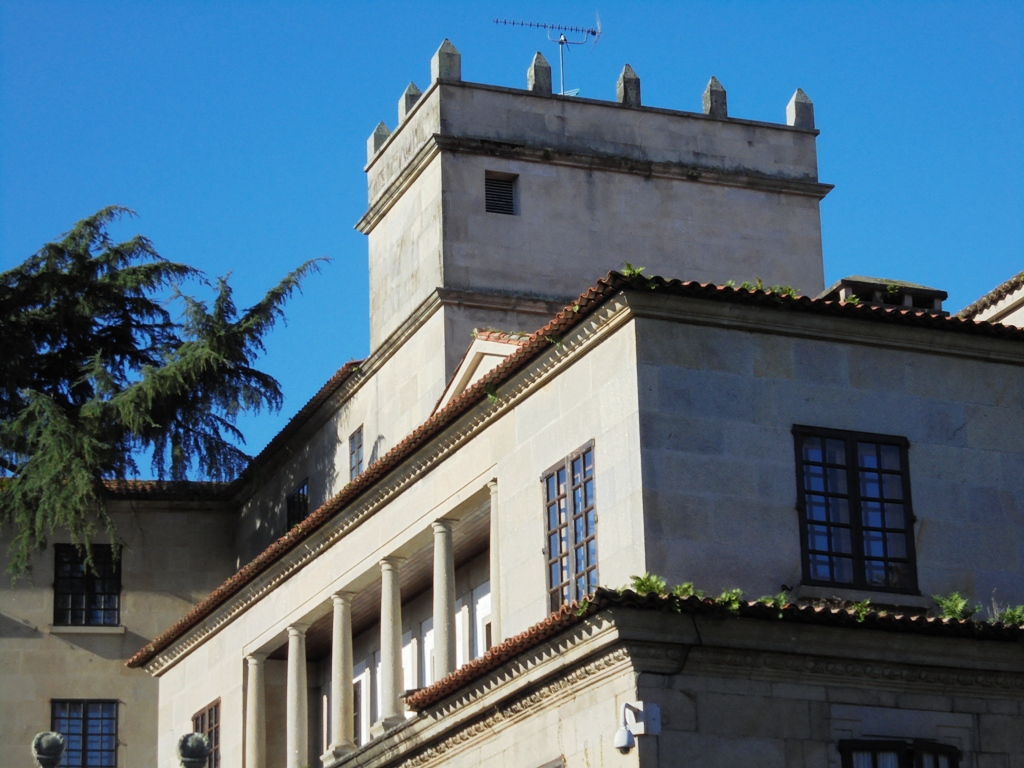
Torre almenada del siglo XVIII
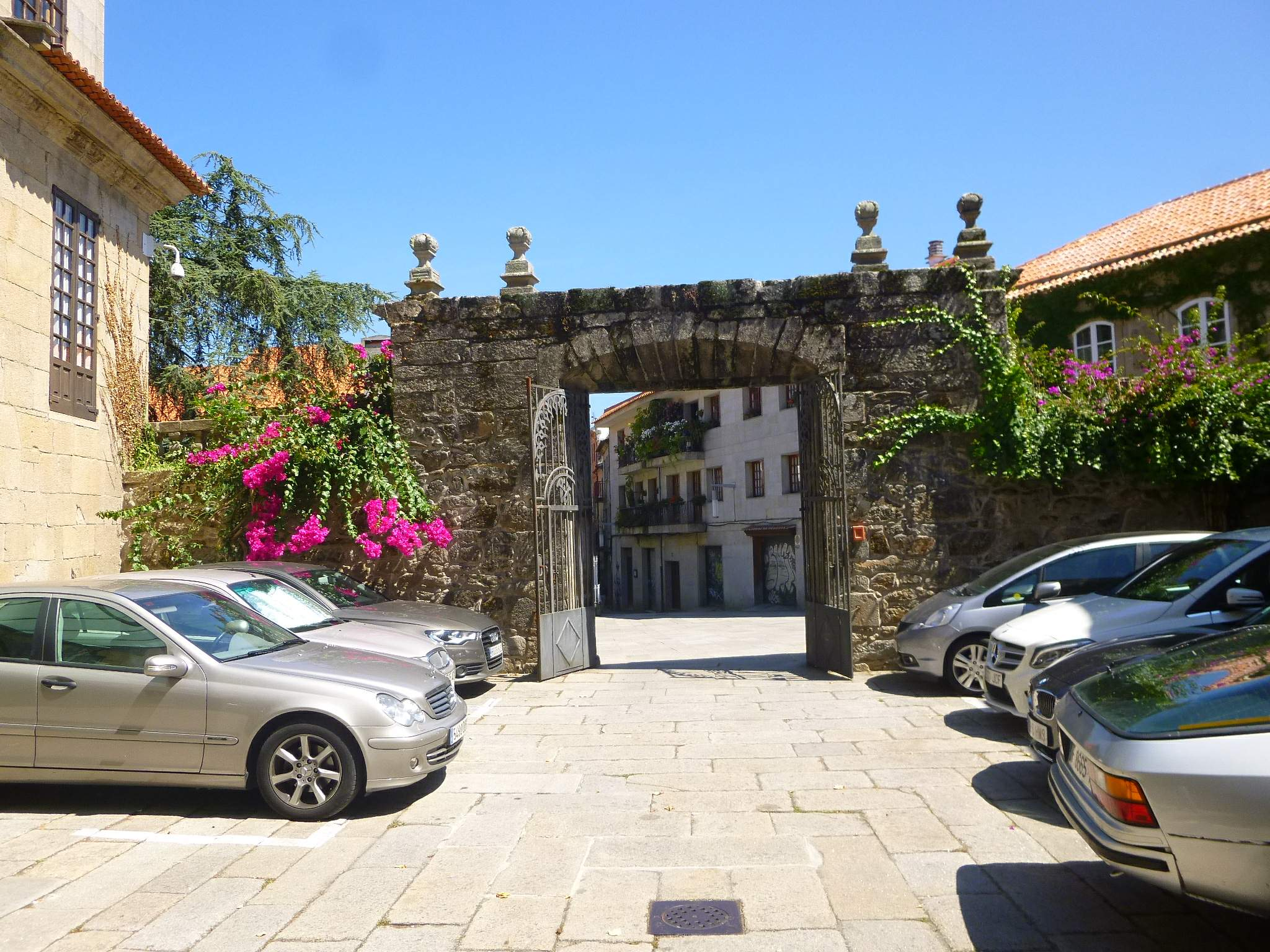
Patio y pequeño aparcamiento
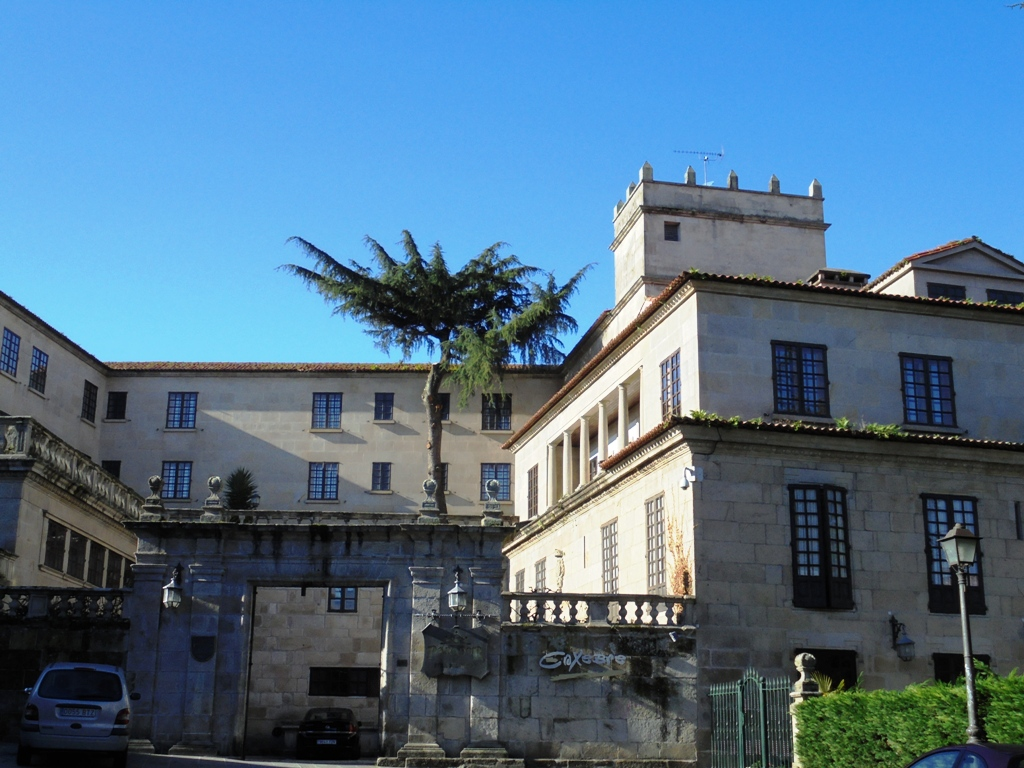
Vista del pórtico de entrada
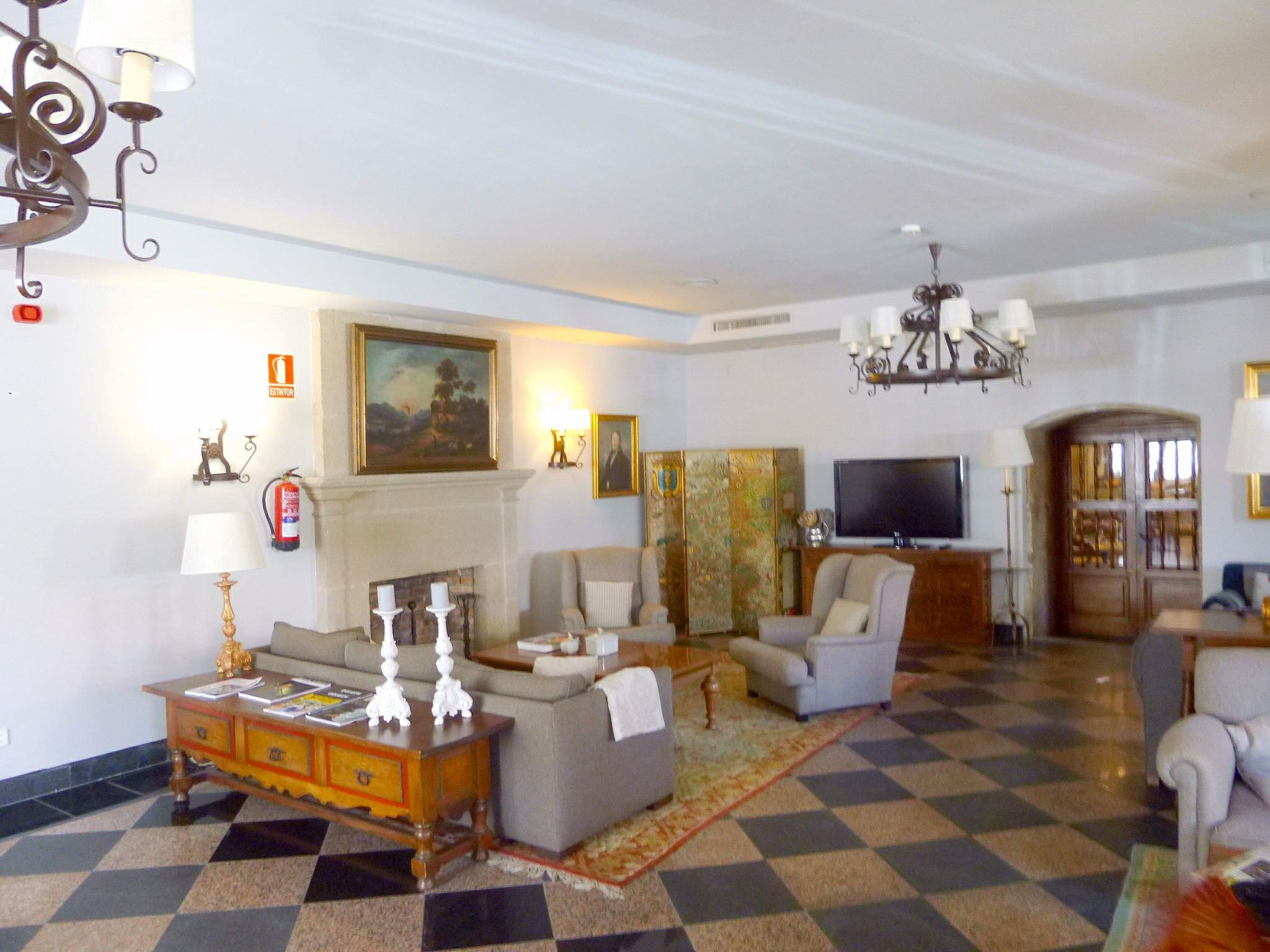
Interior
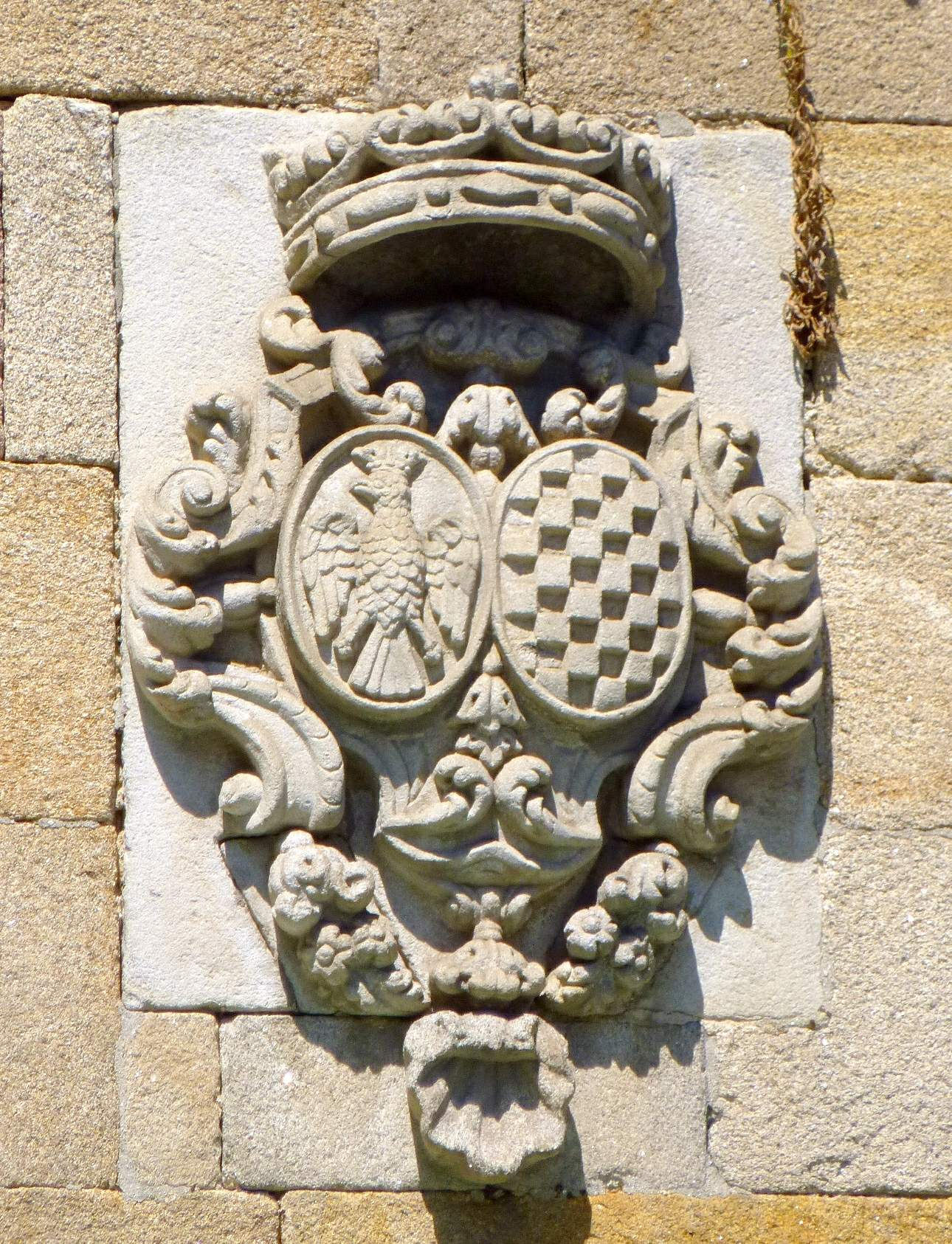
Escudo de armas del palacio
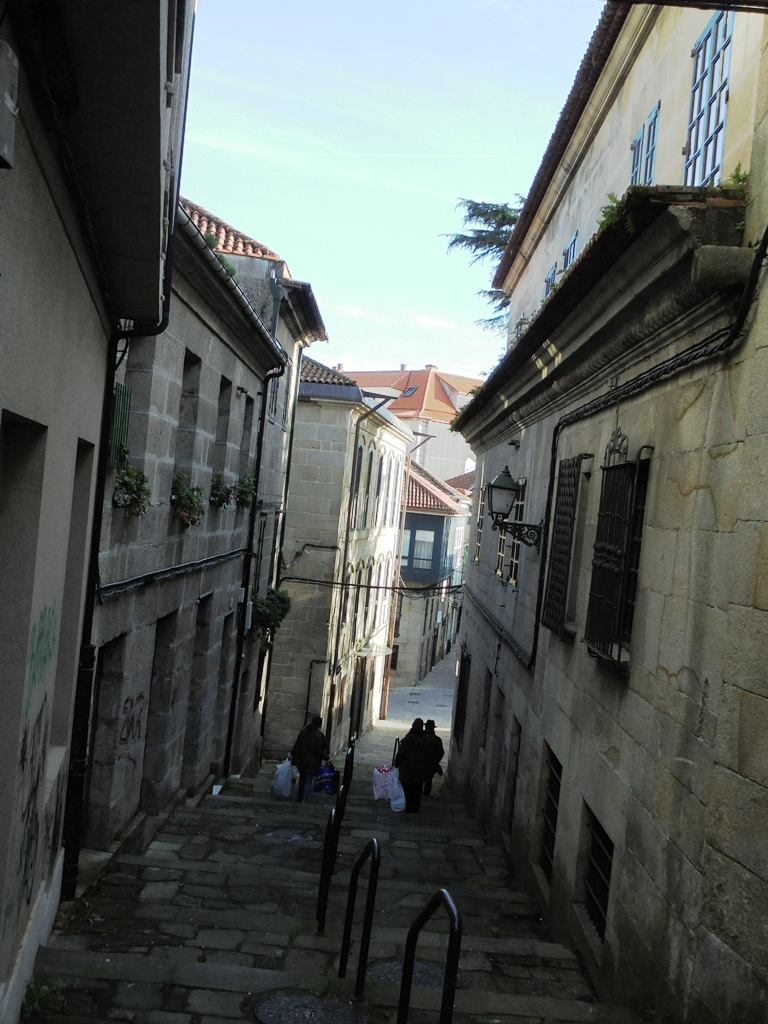
Lateral del Pazo Casa del Barón
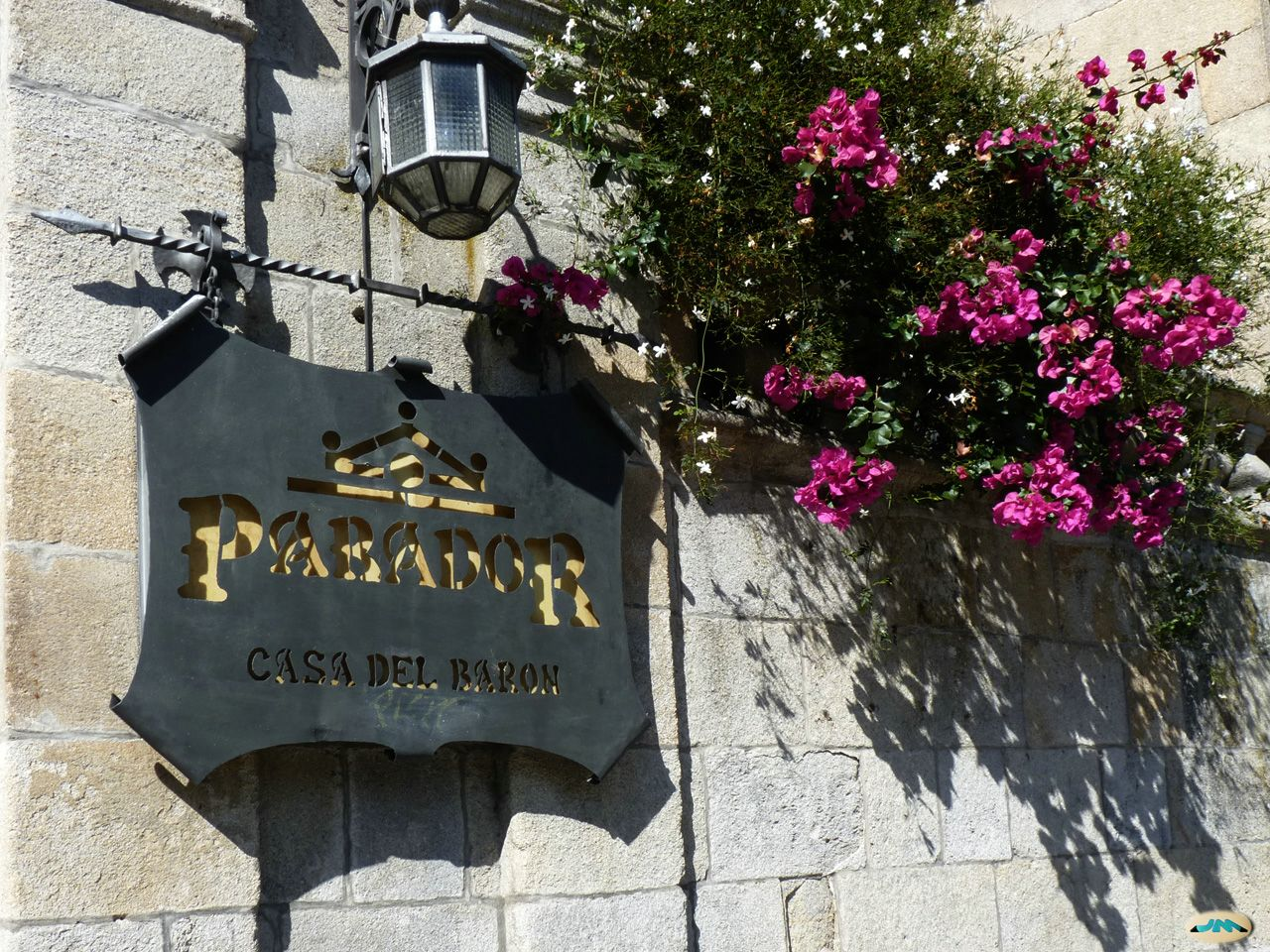
Placa del Parador
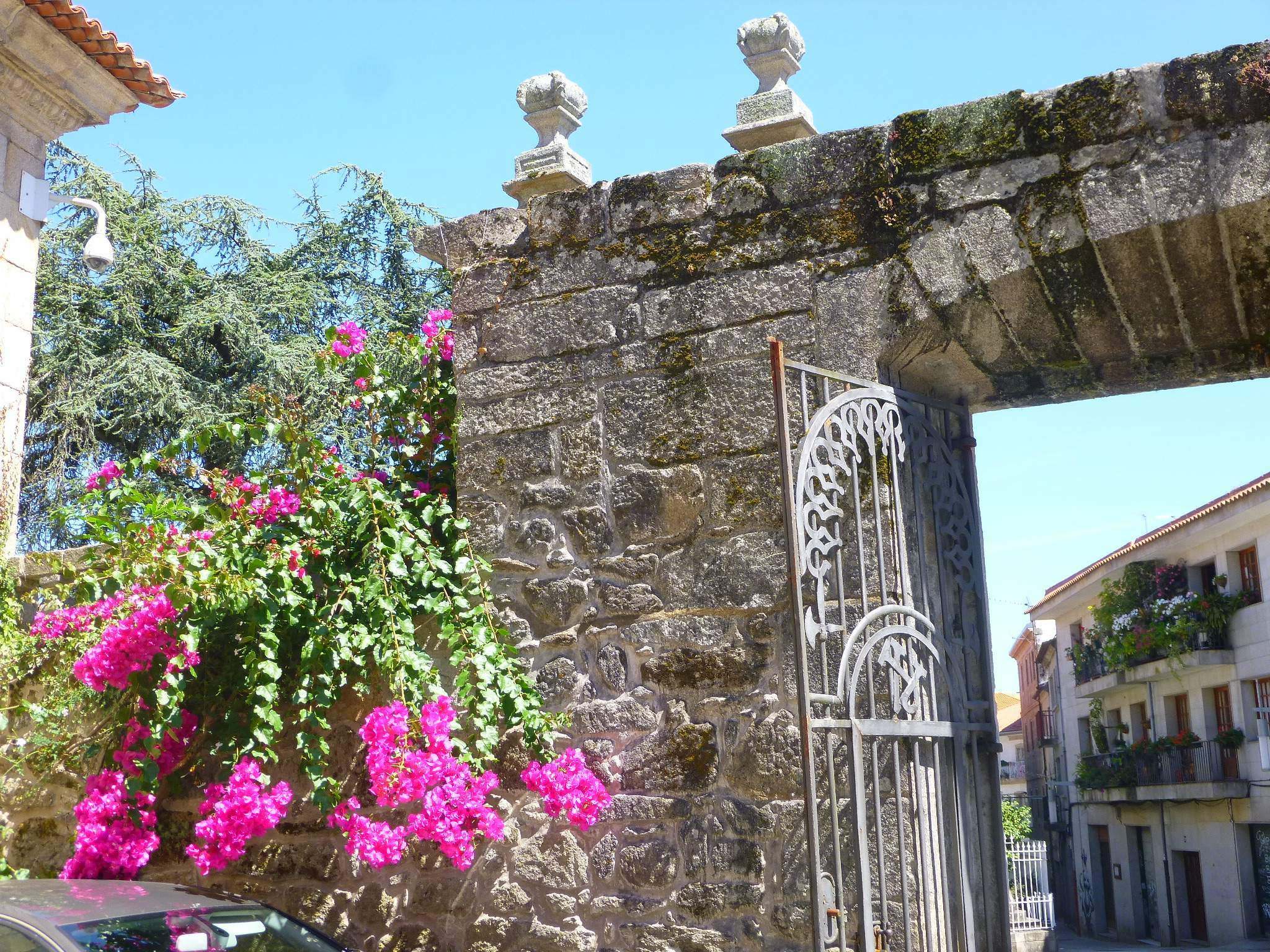
Portal interior
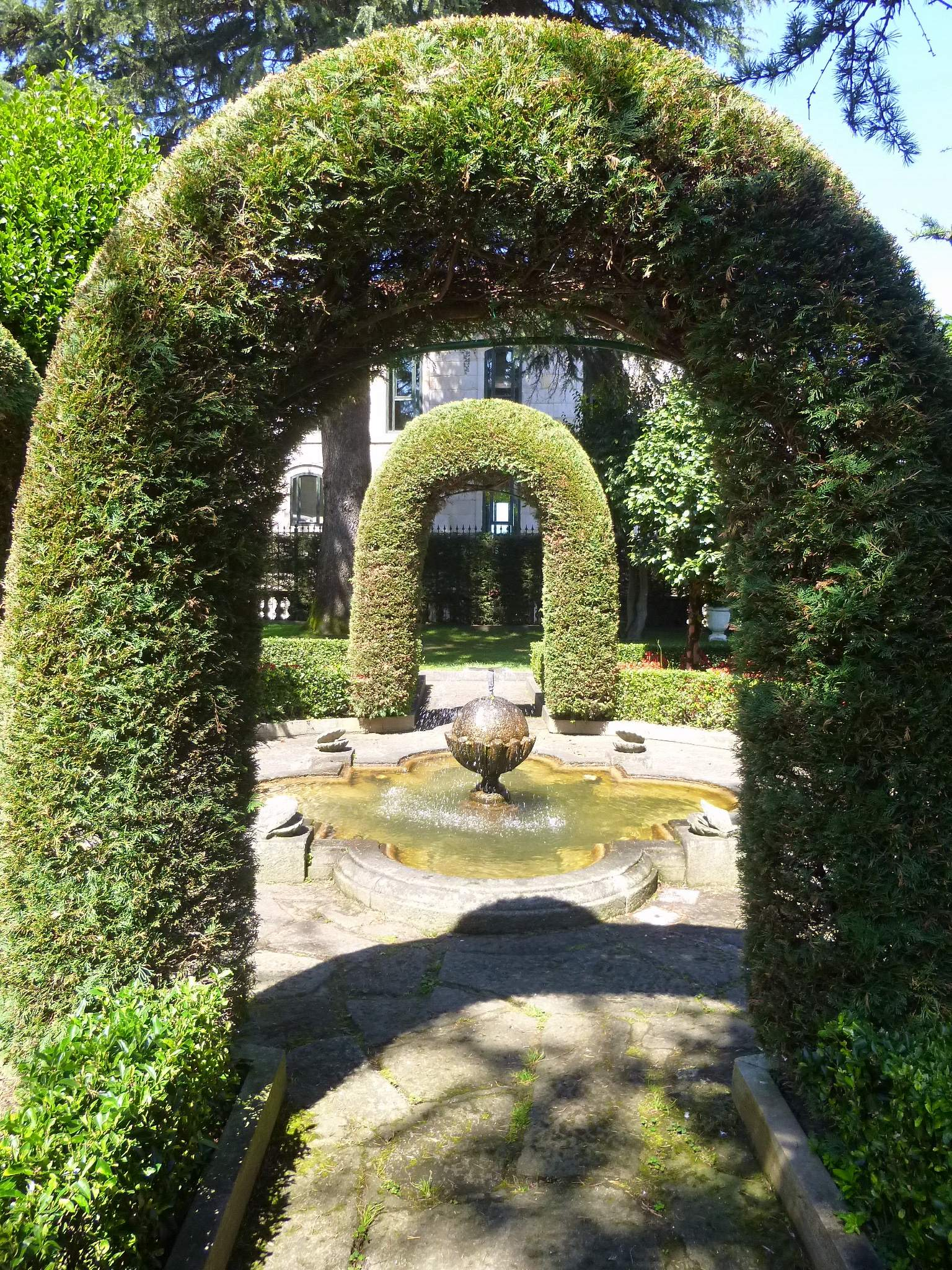
Jardines del Parador
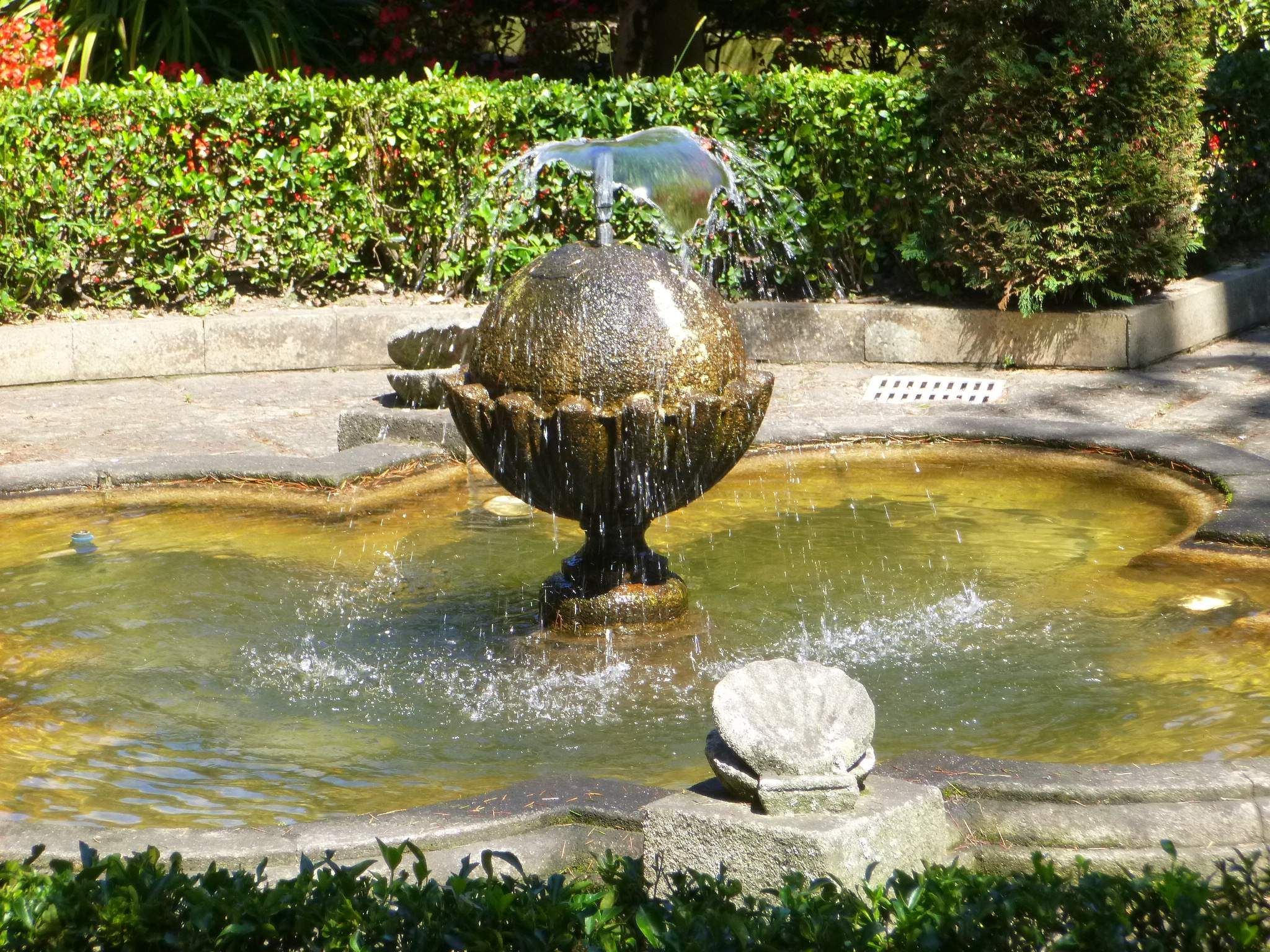
Fuente
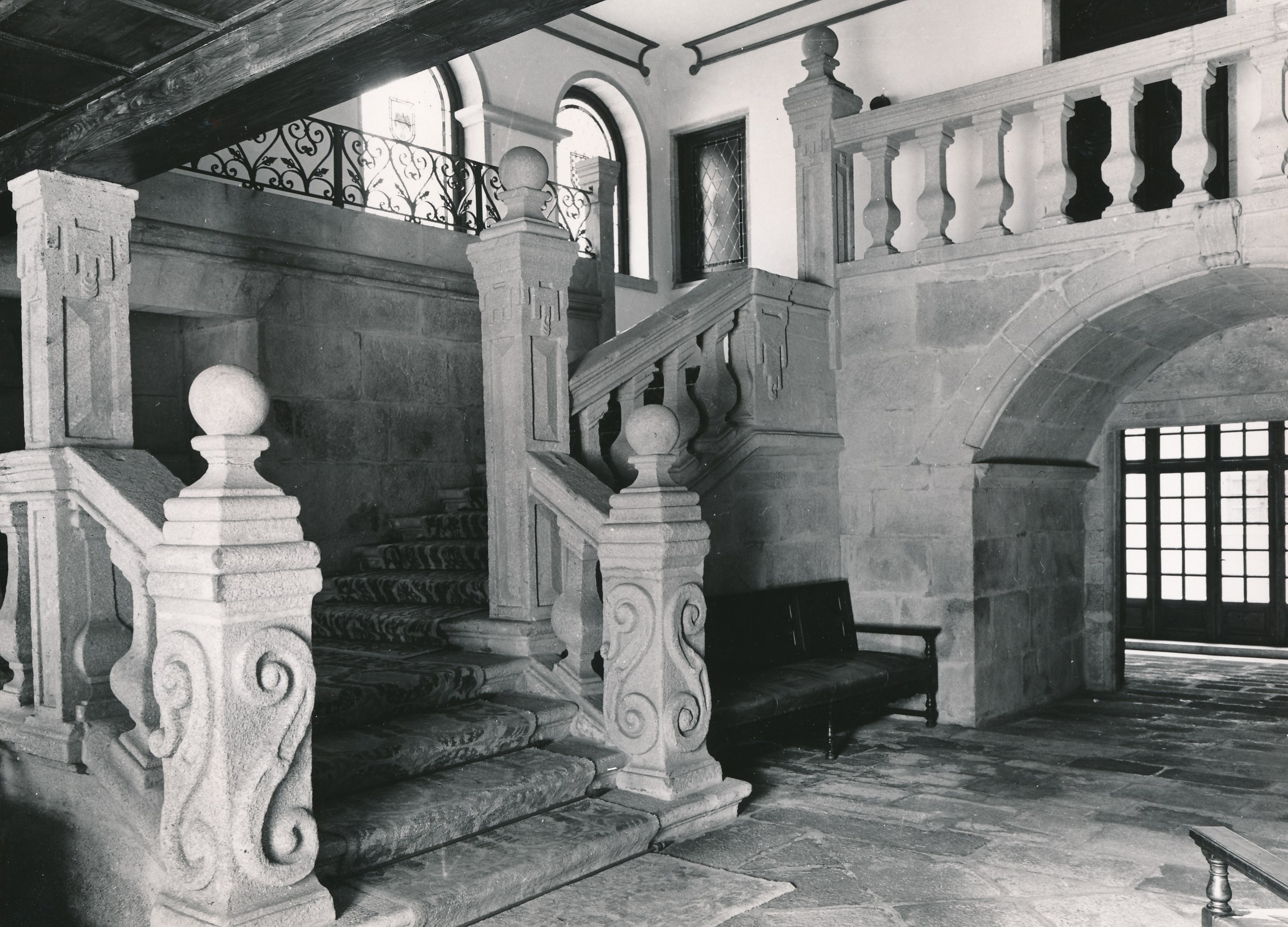
Escalera interior
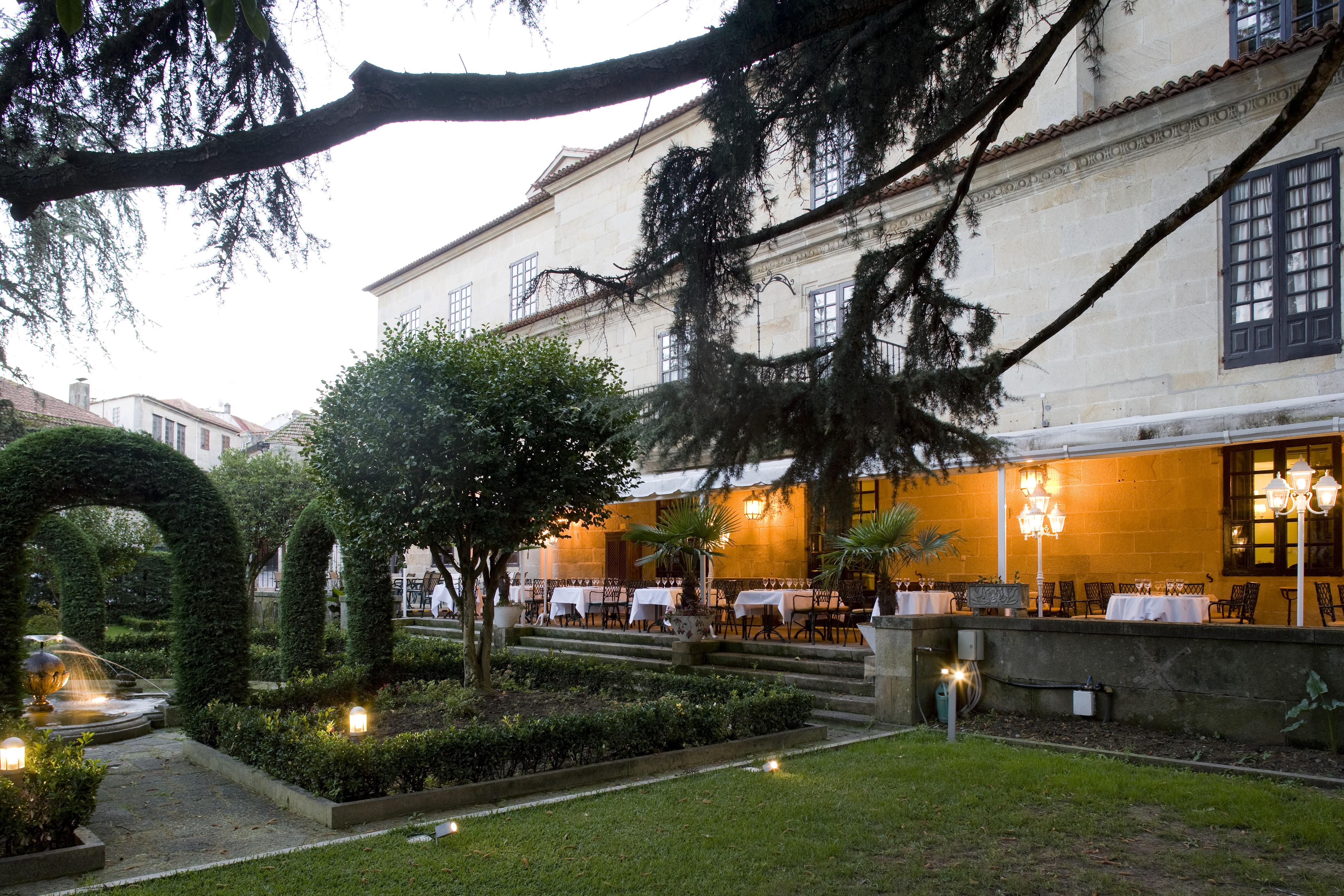
Jardín